# كيسة شعرية
تُعتبر الكيسة الشعرية (بالإنجليزية: Trichilemmal cyst)‏ نمطاً شائعاً من الكيسات، وتتشكل من الجريب الشعري، وتنتشر في الغالب على فروة الرأس، وتكون ملساء، ومتحركة ومملوءة بالكيراتين، وهو مكون بروتيني يتوفر في الشعر، والأظافر، والجلد والقرون، كما أنها تنتشر لدى 5-10% من التعداد السكاني، وتشيع لدى النساء أكثر من الرجال، وكذلك لدى الأشخاص ذوي الأعمار المتوسطة أكثر من الأصغر سناً. 
تختلف الكيسة الشعرية سريرياً ونسيجياً عن القرون الشعرية، والتي تُعتبر أكثر ندرة ولا يقتصر وجودها على الفروة.
يمكن للكيسة الشعرية أن تكون فرادية، أو تتنتقل جينياً بالوراثة الجسدية الراجحة، وقد تكون ملتهبة ومؤلمة عند الضغط أو لا تكون، ويعتمد ذلك عادة على ما إن تمزقت أم لا، وفي حالات نادرة قد تنمو هذه الكيسات بامتداد أوسع وتشكل أوراماً شعرية متضاعفة بسرعة، تسمى بالكيسات الشعرية المتكاثرة، وتُعتبر حميدة رغم تكاثرها الشديد في موقع الكيسة، أما في حالات أكثر ندرة، قد تصبح الكيسات الشعرية سرطانية.

## الإمراضية
تشتق الكيسات الشعرية من الغمد الخارجي لجذر الجريب الشعري، وما يزال مصدرها مجهولاً حالياً، ولكن يُقترح أنها تنتح عن التبرعم من هذا الغمد الخارجي كزيغ بنيوي محدد جينياً، وتنشأ بشكل تفضيلي في المناطق التي تتركز فيها الجريبات الشعرية بغزارة، ولذلك تطرأ 90% من الحالات على فروة الرأس، وتوجد الكيسات الشعرية فرادى في 30% من الحالات ومجتمعة في الـ 70% المتبقية.
من الناحية النسيجية، تكون الكيسات الشعرية مبطنة بظهارة مطبقة تفتقر لطبقة الخلايا الحبيبية وتمتلئ بالكيراتين المضغوط و(الرطب)، ويمكن العثور على أجزاء تلائم التكاثر في بعض الكيسات، ما يؤدي في حالات نادرة لتشكل ورم، يُعرف بالكيسة الشعرية المتكاثرة، ويكون هذ الورم حميداً سريرياً، رغم أنه قد يظهر لا نمطية نووية، وخلايا مختلة التقرن، وأنماطاً تفتّلية، وقد تكون هذه الخواص مضللة، إذ قد يحدث لغط بينها وبين تشخيص سرطانة الخلية الحرشفية.

## العلاج
لابد من الاستئصال الجراحي لمعالجة الكيسة الشعرية، وتختلف طريقة المعالجة بحسب ما تدرب عليه الطبيب، إذ يجري معظم الأطباء العملية الجراحية بتخدير المريض موضعياً، بينما يفضل آخرون مقاربة أكثر تحفظاً، تتضمن استخدام خزعة صغيرة بالمقراض يبلغ بعدها ربع قطر الكيسة، وتُستخدم الخزعة بالمقراض للولوج لجوف الكيسة، فيتم تفريغه من محتواه، ولأن جدار الكيسة الشعرية يكون الأسمك بين باقي الأجزاء والأكثر متانة، يمكن الإحكام عليه بملاقط وانتزاعه من خلال الشق الصغير.
تعطي هذه الطريقة أفضل نتائجها عند تطبيقها على كيسات أكبر من حجم البازلاء وقد شكلت جداراً سميكاً بما فيه الكفاية لتمييزه بعد تفريغ الكيسة، في المقابل تمتلك الكيسات الصغيرة جدراناً رفيعة تتجزأ بسهولة عند اجتذابها، وهو ما يزيد من أرجحية نكس الكيسات، علماً أن هذه الطريقة عادة ما تترك ندبة صغيرة فقط، ونزفاً بسيطاً إن لم يكن معدوماً.
من جهة أخرى لا توجد أي أدوية، سواء جهازية أو موضعية، قادرة على تقليص أو تدبير الكيسة الشعرية.